# 清水町 (靜岡縣)
清水町（日语：／ Shimizu chō */?）為位于靜岡縣東部，伊豆半島最北部的町，亦為駿東郡的外飛地，面积8.81km²。截止2023年3月，全町人口大约31,813人，密度3,611人/km²。 柿田川流经町内。
清水町地区为温带海洋性气候，夏季炎热潮湿，冬季温暖凉爽。

## 外部連結
- 清水町
- OpenStreetMap上有關清水町 (靜岡縣)的地理